# 臨界電流
臨界電流（りんかいでんりゅう）とは超伝導体に流せる限界の電流の値のこと。電気抵抗がゼロの超伝導体だが、どんなに大きな電流でも流せるわけではなく、ある値よりも大きな電流になると突然電気抵抗が発生して常伝導に転移してしまう。

## 概要
超伝導を発見したヘイケ・カメルリング・オネスは断面積0.01mm^2の鉛合金の線に8Aまでの電流が抵抗なしに流せると報告している。つまり、8Aよりも大きな電流を流した場合、この鉛合金の線は超伝導状態が壊れてしまい常伝導状態になることになる。